# Pierre Dubern
Pour les articles homonymes, voir Dubern.
Pour les autres membres de la famille, voir Famille Dubern.
Pierre Dubern (né à Nantes le 11 mars 1735, mort le octobre 1810), sieur de Lamarche (1771, paroisse de Bouguenais), est un grand négociant et un notable influent de Nantes.

## Présentation
Négociant à Nantes, manufacturier de « toiles d’indienne », député à la Cour (1788) puis échevin de Nantes (1789-1791), Pierre Dubern est le fils de noble homme Jean Dubern (Méracq 1690, + Nantes 1770), négociant à Nantes (rue du Puits-d'Argent), originaire d'Arzacq (Chalosse), et de demoiselle Michèlle Coullaud (Nantes 1697, + 1765), veuve d’un capitaine de navire.
Pierre Dubern est né à Nantes, rue du Puits-d'Argent, le 11 mars 1735 et baptisé le même jour en l’église Saint-Nicolas. Il succéda à son père vers 1760 et ajouta au négoce de « Dubern et Cie » celui des toiles d’indienne (prohibé jusqu’en 1759).
Pierre Dubern épousa à Nantes, église Sainte-Croix, le 28 août 1764, Marie Gaschet (Ponts-de-Cé 1746, + Nantes 1801), fille de feu sieur Nicolas Gaschet, marchand constructeur de bateaux, des Ponts de Cé, et de demoiselle Renée Naudin. La dot de sa femme, payée par M. Douault de La Couronnerie, négociant, s’élevait à la somme de 40 000 livres.
En 1776 Pierre Dubern fonde sa propre manufacture d’Indiennes dans le quartier de Petite Biesse, avec l’appui financier du receveur général des fermes à Nantes, Jean-Joseph-Louis Graslin (1727 + 1790), qui  investit 72 000 Livres dans la manufacture Dubern, et le concours technique d’un indienneur hollandais, Christophe de Vries.
Ayant créé cette manufacture, Pierre Dubern bâtit une « fortune plus que millionnaire »[réf. nécessaire] fondée sur des revenus industriels et commerciaux ainsi que sur des profits réalisés dans l’armement de navires. En 1785, avec une production de 25 000 toiles d’indienne par an, d’une valeur supérieure à un million et demi de livres, la manufacture Dubern se situait au 3e rang des fabriques françaises après les maisons Mainville, d’Orléans et Oberkampf, de Jouy. Pierre Dubern était en relations d’affaires avec de nombreux négociants, notamment à Paris (Carrié, Le Hory, Le Grand de Boislandry), Orléans (Jacque de Mainville), Londres (James Casenove), Hambourg (Prévost), Cayenne, Vera Cruz…
En 1783 et 1784 la Maison Dubern & Cie est l’un des actionnaires nantais de la seconde expédition commerciale française en Chine organisée par Pierre-Jacques Meslé de Grandclos, avec privilège royal (ordonnance du 2 février 1783), opération au capital de trois puis de six millions de Livres, levés principalement à Lorient, Bordeaux, Marseille et Nantes. Pour mener à bien cette expédition, Louis XVI met trois navires de la marine royale à la disposition des investisseurs.
De 1771 à 1789, Pierre Dubern est par ailleurs secrétaire-greffier du Tribunal des maréchaux de France, appelé aussi tribunal du point d'honneur, de Nantes, charge conférant divers privilèges (exemption de la taille, du logement des gens de guerre, port de l'épée, etc.), les officiers de ce tribunal prenant rang immédiatement après ceux des parlements.
Dès le mois d’octobre 1788, Pierre Dubern est l’un des notables nantais réclamant l’égalité devant l’impôt et le doublement des suffrages du tiers état aux États généraux. Le 6 novembre 1788 il est l’un des douze députés nantais chargés d’aller présenter au roi les doléances locales. Reçus par le gouverneur et l’intendant de Bretagne, puis par le ministre Pierre-Charles Laurent de Villedeuil, ils sont admis le 15 novembre à présenter au roi leurs requêtes notamment celle d’être agrégés aux États de Bretagne (qui fut rejetée).
En avril 1789, Pierre Dubern est l’un des 50 grands électeurs de la sénéchaussée de Nantes élus pour désigner les députés du tiers état aux États Généraux. Le 17 août, il est élu troisième échevin de Nantes, puis, à la refonte de la mairie, en janvier 1790, deuxième officier municipal de la nouvelle « mairie constitutionnelle », poste dont il démissionnera en novembre 1791.
Pierre Dubern est l’un des 132 notables nantais arrêtés en novembre 1793 pour être guillotinés à Paris mais il parvient à être libéré à Angers.
À la fin de sa vie il avait fortement réduit le train de sa maison de Nantes et de son château de Lamarche mais conservait un mobilier et une vaisselle de vermeil de grande valeur, outre des intérêts dans l’armement de navires (la Paix, l’Harmonica armé par son fils Joseph, l’Actéon, la Virginie, etc.) et dans les « pacotilles » (à Cayenne et Veracruz).
La manufacture d’Indiennes Dubern ferma définitivement ses portes en 1813, la génération suivante ayant orienté ses activités dans d’autres directions (armement de navires, propriétés rurales…). L’un des petits-fils de Pierre Dubern, Eugène Dubern (1802 + 1870), devint général de division, un autre, Édouard Dubern, armateur et capitaine de navires, émigra aux Indes.
Cette famille Dubern subsiste en France, au Royaume-Uni et en Australie.

## Sources
- H. d'Allemagne : Histoire de la manufacture de Jouy et de la toile imprimée en France, Edition Van Oest, Paris-Bruxelles 1928 (page 164).
- Gustave Chaix d'Est-Ange : Dictionnaire des familles françaises anciennes ou notables à la fin du XIXème siècle, tome VII, Hérissey, Evreux 1914 (article « Dubern », lire en ligne sur Gallica).
- Henri Clouzot : La toile imprimée et les indiennes de traite, 1942.
- Céline Cousquer : Nantes, une capitale française des indiennes au XVIIIe siècle', 2002, 197 pages
- Henri Frotier de la Messelière : Filiations bretonnes 1650-1912, tome II, René Prud'Homme, St Brieuc 1913 (Article Dubern de 3 pages).
- Guillet : Grands notables du Premier Empire, tome 8 (Loir-et-Cher, Indre-et-Loire, Loire-Inférieure), CNRS Editions, Paris 1999 (Article Pierre Dubern).
- Alfred Lallie : Les cent trente deux Nantais, Germain et Grassin imprimeurs libraires, Angers 1894.
- Camille Mellinet : Le commerce et la milice de Nantes, tomes V, VI, VII et VIII, Camille Mellinet imprimeur, Nantes 1842.
- Prevost et Roman d'Amat (sous la direction de) : Dictionnaire de biographie française, Paris, librairie Letouzey et Ané, 1954.
- Bernard Roy : Une capitale de l'indiennage : Nantes, Musée des Salorges, Nantes 1948 (article Dubern pages 193 à 203).
- Archives départementales des Pyrénées-Atlantiques (Série E) et de la Loire Atlantique.